# CFBDSIR 1458+10
CFBDSIR 1458+10 is een dubbelster, bestaande uit twee bruine dwergen (CFBDSIR 1458+10A en CFBDSIR 1458+10B), die zich op een afstand van 75 lichtjaar van de aarde bevindt. De kleinere van de twee: CFBDSIR 1458+10B was met een oppervlaktetemperatuur van 100 °C de koudste bekende bruine dwerg tot de ontdekking van WISE 1828+2650 in augustus 2011. De dubbelster werd ontdekt door de Keck-telescoop op Hawaii en de temperatuur werd gemeten door het Very Large Telescope op Chili.

## CFBDSIR 1458+10B
CFBDSIR 1458+10B is de kleinere van de twee sterren en heeft een oppervlaktetemperatuur van circa 370K (ongeveer 100 °C). De temperatuur is zo laag dat het mogelijk is dat zich wolken van water kunnen vormen in zijn bovenste atmosfeer. Het is bovendien ook de minst lichtsterke ster. De ster heeft een massa van 6-15MJ en is mogelijkerwijze een lid van de hypotetische Y spectraalklasse.